# Suore francescane di Gesù Crocifisso
Le Suore Francescane di Gesù Crocifisso (in spagnolo Franciscanas de Jesús Crucificado) sono un istituto religioso femminile di diritto pontificio.

## Storia
La congregazione fu fondata il 10 settembre 1920 a Guadalajara da Felicitas de la Cruz de la Rosa: agli inizi fu una piccola comunità di terziarie di vita comune senza voti; nel 1928, a causa della persecuzione religiosa in Messico, la comunità si rifugiò a San Antonio, in Texas, e rientrò in patria nel 1942.
L'istituto è aggregato all'ordine dei frati minori dal 10 febbraio 1958.

## Attività e diffusione
Le suore si dedicano alla cura degli orfani, all'educazione della gioventù e all'evangelizzazione negli ambienti più poveri.
La sede generalizia è a Guadalajara.
Alla fine del 2015 l'istituto contava 87 religiose in 16 case.